# Acide asparagusique
L’acide asparagusique, S2(CH2)2CHCO2H est un acide carboxylique organo-sulfuré présent, lui et son ester de méthyle, dans l’asperge. Il consiste en une fonction acide carboxylique branchée en 4 d'un cycle 1,2-dithiolane. C'est un métabolite du thiopropénoate de méthyle et du 3-(thiométhyl)thiopropanoate de méthyle qui serait responsable de l'augmentation de l'odeur de l'urine après la consommation d'asperge.

thiopropénoate de méthyle
3-(thiométhyl)thiopropanoate de méthyle

Les études montrent que cet acide est un dérivé de l’acide isobutyrique. Ce solide incolore a une température de fusion de 75.7-76.5 °C. Le dithiol associé est aussi connu (température de fusion 59.5-60.5 °C), il est appelé acide dihydroasparagusique ou acide dimercaptoisobutyrique.

## Extraction
Jansen (1948) a obtenu à partir de 40 kg de concentré d'arôme d'asperge 32 g d'un composé identifié comme l'acide 3,3’-dimercaptoisobutyrique.

## Synthèse
L'acide asparagusique peut être synthétisé à partir de l'acide 3,3'-dichloroisobutyrique et du disulfure de sodium (formé in situ à partir du sulfure de sodium et de soufre) :

## Dégradation
Chauffé (par exemple lors de la cuisson des asperges), l'acide asparagusique se décompose en acide 1,2,3-trithiane-5-carboxylique et en  1,2-dithiole: